# Asmar
Asmar (persiska: اسمار) är en distriktshuvudort i Afghanistan. Den ligger i distriktet Bar Kunar och provinsen Kunar, i den östra delen av landet, 210 kilometer öster om huvudstaden Kabul. Asmar ligger 913 meter över havet och antalet invånare är 15 708.